# Automeris louisiana
Espèce
Automeris louisiana est une espèce de papillons de la famille des Saturniidae.

## Systématique
L'espèce Automeris louisiana a été décrite en 1981 par les entomologistes américains Douglas C. Ferguson (d) & Vernon A. Brou Jr (d).

## Publication originale
- (en) Douglas C. Ferguson et Vernon A. Brou, « A New Species of Automeris Hübner (Saturniidae) from the Mississippi River Delta », Journal of the Lepidopterists' Society, New Haven, Société des lépidoptéristes (d), vol. 35, no 2,‎ 1981, p. 101-105 (ISSN 0024-0966, OCLC 7654420, lire en ligne).